# Wronina

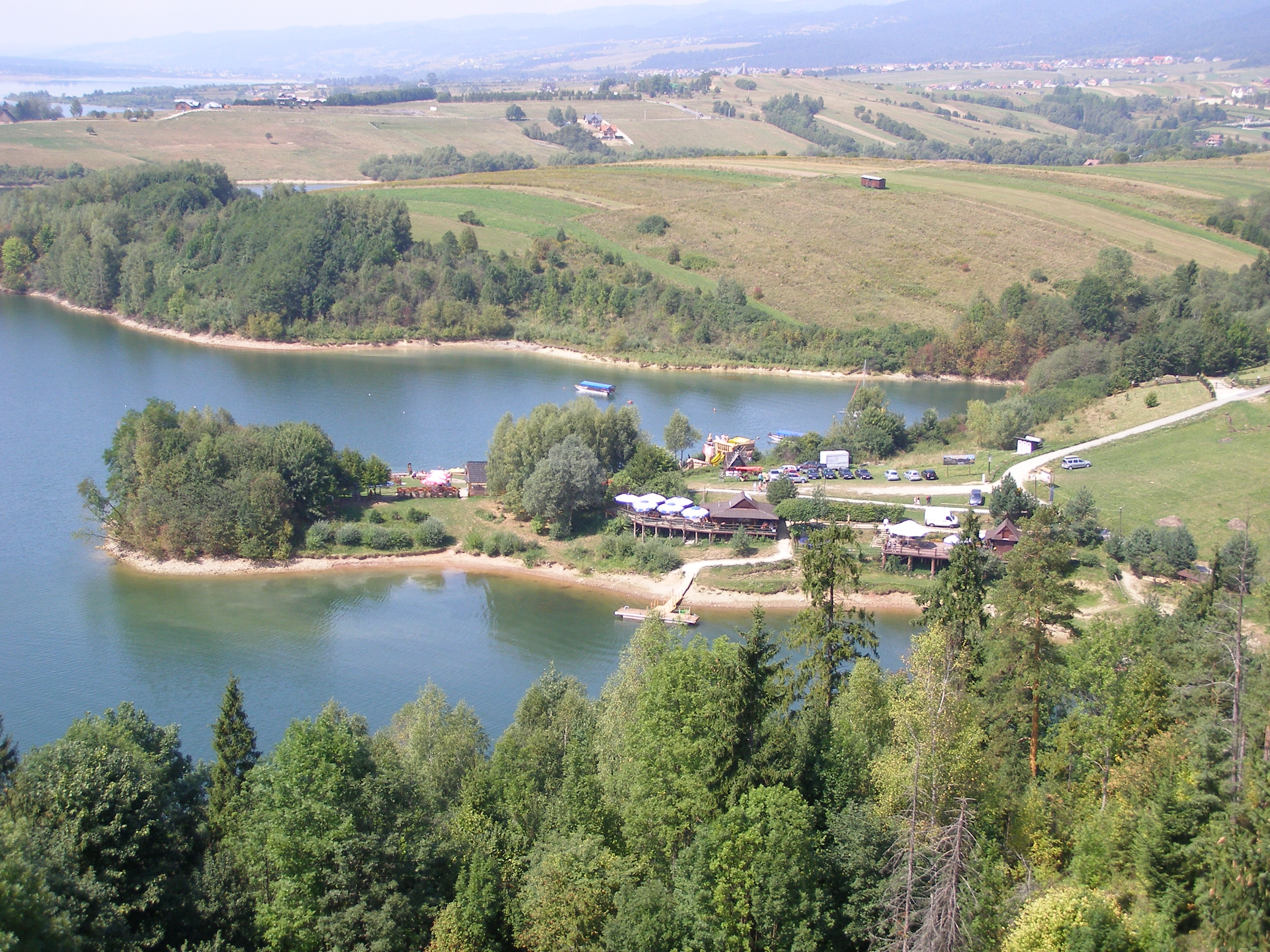
Zatoka Stronie i Wronina (na dole)

Wronina – zatoka na Jeziorze Czorsztyńskim w miejscowości Czorsztyn, w województwie małopolskim, w powiecie nowotarskim, w gminie Czorsztyn. Uchodzi do niej potok Osice.
Dawniej była to dolina potoku Osice, po wybudowaniu zapory wodnej na Czorsztyńskim Przełomie i napełnianiu Jeziora Czorsztyńskiego wodą, stała się zatoką. Nazwa zatoki pochodzi od zalanego wodą grzbietu i osiedla Wronin. Po wschodniej stronie zatoki Wronina wznosi się skała Sobótka z jaskinią Schronisko Czorsztyńskie (obecnie pod wodą), Zamek Czorsztyn i Czubata Zamecka. Teren ten stanowi eksklawę Pienińskiego Parku Narodowego.
Po zachodniej stronie zatoki Wronina znajduje się kilka domów, przystań wodna, a w sezonie turystycznym uruchamiany jest przez zatokę most pontonowy. Wokół zatoki i całego Jeziora Czorsztyńskiego prowadzi szlak rowerowy, z zatoki tej w sezonie turystycznym wypływa także prom kursujący po Jeziorze Czorsztyńskim.